# Мексиканска федерална магистрала 1
Мексиканската федерална магистрала 1 (на испански: Carretera Federal 1) е магистрала по протежението на полуостров Долна Калифорния в Мексико.
Началото ѝ е в Тихуана, а краят - в Кабо Сан Лукас. В Тихуана тя стига до Американско-мексиканската граница и след това продължава като Междущатска магистрала 5 на територията на САЩ. Магистралата е завършена през 1973 г., а дължината ѝ е 1711 километра.
Федерална магистрала 1 е разделена на 9 междинни отсечки. Първите 4 са в щата Долна Калифорния: Тихуана - Енсенада (109 км), Енсенада - Сан Кинтин (196 км), Сан Кинтин - Баия де лос Анхелес (128 км) и от Баия де лос Анхелес до границата с щата Южна Долна Калифорния (128 км). В Долна Южна Калифорния отсечките са 5: Гереро Негро - Санта Росалиа (221 км), Санта Росалиа - Лорето (197 км), Лорето - Суидад Инсурхентес (120 км), Сиудад Инсурхентес - Ла Пас (240 км), Ла Пас – Кабо Сан Лукас (224 км). След Гереро Негро магистралата напуска протежението на западния бряг на полуострова и се насочва към източния бряг.